# Edward Gordon Craig
Edward Henry Gordon Craig (16 de enero de 1872 - 29 de julio de 1966), conocido también como Gordon Craig, fue un actor, productor, director de escena y escenógrafo británico. 

## Biografía
Hijo ilegítimo del arquitecto Edward Godwin y de la actriz Ellen Terry, Craig nació con el nombre de Edward Godwin el 16 de enero de 1872, en la calle Railway, en Stevenage en Hertfordshire (Inglaterra). Más tarde, a los 16 años, fue bautizado como Edward Henry Gordon. Tomó el apellido Craig a la edad de 21 años.
En 1893, Craig se casó con May Gibson y tuvo cuatro hijos: Rosemary, Robin, Peter y Philip. Con su amante Elena Mee tuvo dos hijos, Nelly y Edward Carrick (1894-), director artístico para el cine británico. También tuvo una relación con la bailarina Isadora Duncan, de cuya relación nació Deirdre, su primera hija.

## Trabajos
Trabajó como actor en la compañía de Sir Henry Irving, aunque se inclinó por el arte llegando a aprender a trabajar la madera de la mano de James Pryde y William Nicholson. Su carrera como actor terminó cuando comenzó a trabajar como escenógrafo, en 1897.
Sus primeras producciones fueron la ópera de George F. Handel Acis y Galatea y Los vikingos de Henrik Ibsen, ambas estrenadas en Londres. Aunque ninguna de las dos recibieron el respaldo del público, sí daban una idea de revolucionario estilo artístico de Craig. En estos primeros montajes el diseño destacaba por su minimalismo, focalizando la atención sobre los actores y la iluminación. Además, introdujo la idea de unidad conceptual que acompañó toda su producción.

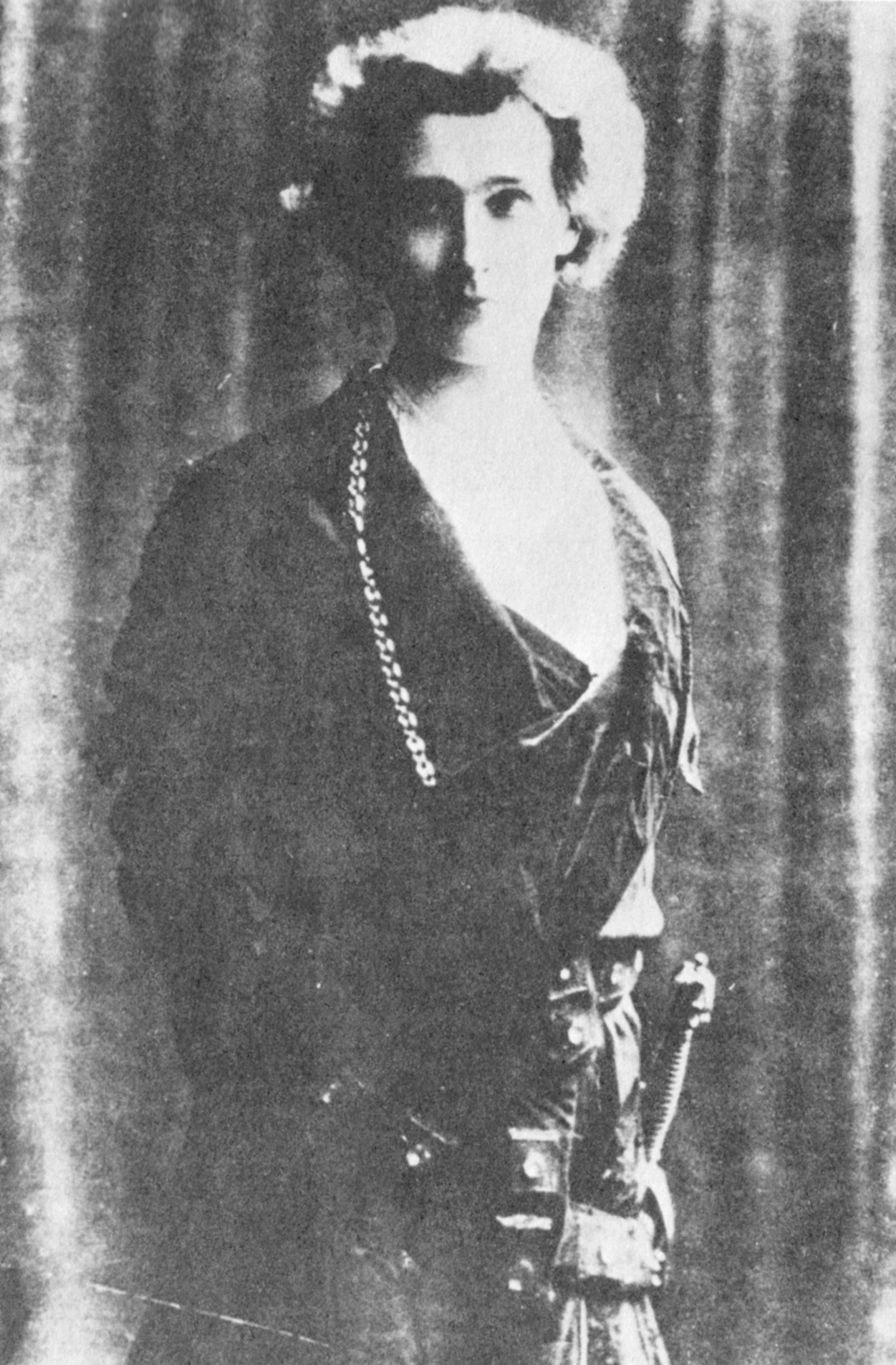
Edward Gordon Craig personificando Hamlet en 1897.

Después de hallar tan escaso apoyo económico en Inglaterra, Craig se trasladó a Alemania en 1904. Allí escribió su famoso ensayo Del arte del teatro. También en Alemania conoció a Konstantin Stanislavski y trabajó en su famosa producción de Hamlet con el Teatro de Arte de Moscú de 1912. Más tarde, Craig se traslada a Italia donde crea una escuela de escenografía con el apoyo de Lord Howard de Walden.
Sus ideas han dejado un legado importantísimo para la práctica teatral contemporánea. Entre ellas destaca el uso de los elementos escénicos en el montaje (escenografía, vestuario, iluminación, etc.) de forma que trascienda la realidad, en vez de tan sólo representarla como ocurre en el realismo escénico. Estos elementos pueden crear símbolos con los que se puede comunicar un sentido más profundo. Relacionado con esta idea está el concepto que le haría famoso, la concepción del actor como «supermarioneta». Craig consideraba que el actor era como un elemento plástico más con capacidad de movimiento.